# Georges Cuvier
Jean Léopold Nicolas Frédéric Cuvier, känd som Georges Cuvier, född 23 augusti 1769 i Montbéliard i dåvarande Württemberg, död 13 maj 1832 i Paris, var en fransk zoolog och paleontolog, adlad till baron. Cuvier var den förste som studerade paleontologi som en zoologisk vetenskap. Cuvier anses också vara den jämförande anatomins fader, då han rekonstruerade hela skelett av fossila, dittills okända fyrfotadjur. Inom systematiken förbättrade han Carl von Linnés sexualsystem. Han ansåg att djurens anatomi följde grundläggande naturlagar på samma sätt de fysikaliska lagarna.

## Biografi
Cuvier föddes år 1769 i Montbéliard som då tillhörde Hertigdömet Württemberg, och blev fransk medborgare först år 1793. Han studerade i Stuttgart, och antog efter avlagda examina plats som lärare hos en grevlig familj i Normandie. Där fick han tillfälle att undersöka såväl havets djurvärld och fossila avlagringar. De skrifter som han utvecklade i ämnet blev så uppmärksammade, att han 1795 kallades till Paris, där han blev lärare vid École centrale. Redan 1796 blev han även medlem av Institut de France och började nu publicera en rad smärre arbeten främst över lägre havsdjur.
1796 lade han i sin Om arterna av levande elefanter och fossila en revolutionerande upptäckt. Genom de franska militära framgångarna i Nederländerna hade man lagt beslag på en privat samling av fossila "elefanter" i Haag och sänt dem till Paris. Cuvier lät nu jämföra dessa afrikanska och indiska elefanter. När han jämförde deras tänder och käkar upptäckte han att de i form och storlek på benen skilde sig från de levande elefantarterna, och ansåg att de fossila elefanterna borde klassas som en egen art. Till skillnad från de indiska och afrikanska elefanterna återfanns inte dessa ben i tropiska klimat. När kort därpå den första helt bevarade kroppen från Sibiriens permafrost dokumenterades, gav Cuviers tankar ytterligare stöd. Cuvier gav arten namnet Mammut.
Han blev professor vid Collège de France 1799, och senare professor i jämförande anatomi vid naturhistoriska museet, och började 1800 tillsammans med Georges Louis Duvernoy och André Marie Constant Duméril utge de berömda Leçons d'anatomie comparée, vilka dock aldrig fullbordades. 1803 blev Cuvier franska vetenskapsakademins ständige sekreterare. 1814 blev han statsråd och 1831 pär av Frankrike.
Senare fortsatte Cuvier sitt katalogiseringsarbete. Han kom även därefter att upptäcka och identifiera ytterligare en elefantart, Mastodonten. Han lyckades även identifiera ett djur som påminde om en jättelik sengångare, Megatherium. Bland djupare avlagringar hittade Cuvier andra fynd, och kunde där identifiera en stor havsödla Mosasurus i samma lager fann han även utdöda krokodilarter.
Cuvier tolkade dessa skilda geologiska lager utmärkta av olika djurarter, utifrån en katastrofteori, där han menade att varje system eller tidsålder hade haft sin särskilda växt- och djurvärld som hade gått under på grund av stora katastrofer av syndaflodens styrka. Nya arter hade sedan uppkommit genom nyskapelse och skikten från olika tidsåldrar innehåller därför olika uppsättningar fossil. Han baserade denna teori på observationer i äldre geologiska skikt vilka fanns under de yngre lagren, där han hittade lämningar efter djur som ju längre ned han kom hade allt mindre gemensamt med samtidens djur. Han kom här i konflikt med Jean-Baptiste de Lamarck och Étienne Geoffroy Saint-Hilaire som menade sig finna tecken på att nya arter utvecklat sig ur gamla.
Cuvier hade från 1810-talet kontakt med William Buckland under framväxten av den brittiska paleontologin. Cuvier var även den som 1821 skulle utvärdera Gideon Mantells första fynd av en landlevande jätteödla, en tand från en Megalosaurus. Hans första bedömning var dock att den var en tand från en noshörning, något som kom att såra Mantell hårt. Efter ett nytt studium av en tand i en käke 1824 kom han dock att framföra sin tanke att det troligen rörde sig om något så underligt som en tand från ett stort gräsätande kräldjur, vilket betydde mycket för att fyndet vann bredare acceptans.
Eftersom han, såsom de flesta i början av 1800-talet, antog att ganska kort tid hade förflutit sedan världens skapelse, enligt Bibelns berättelser som satte världens skapelse till omkring 4000 f Kr, drog han den slutsatsen som sagts ovan att en rad naturkatastrofer hade utplånat hela djurarter och låg bakom planeternas moderna geografiska beskaffenhet. Cuvier trodde att ödelagda områden återbefolkades genom inflyttning av djur som hade skonats. 
Det kan te sig lite drastiskt med dessa katastrofteorier, men det ska jämföras att man 100 år före Cuviers forskning inte ens kunde tänka sig mammutarnas existens. Exempelvis hittade man i slutet av 1600-talet i London en mammut och en handyxa av flinta vid en grävning av en gata. En samtida fornforskare tolkade fyndet som att det var en romersk krigselefant som hade dräpts av en brittisk spjutbärare.
Cuvier uppträdde som en av den unga utvecklingslärans skarpaste motståndare. Även om han nog inte betecknade sig själv som arkeolog, blev han en betydande sådan genom ovanstående forskning då ämnet arkeologi började ta form under 1800-talet.
Cuvier invaldes 1812 som utländsk ledamot nummer 204 av Kungliga Vetenskapsakademien.  Hans namn tillhör de 72 som är ingraverade på Eiffeltornet. Asteroiden 9614 Cuvier är uppkallad efter honom.
Cuvier används som auktorförkortning och för brodern Frédéric Cuvier används F. Cuvier.

## Rasstudier
Cuvier var protestant och menade att alla människor härstammade från samma urfader, den bibliska Adam. Forskare som studerat hans forskning om "raser" har anfört hans inställning som semi-polygenetisk. De flesta av hans rasstudier har haft ett inflytande på utvecklingen av den vetenskapliga rasismen. Cuvier trodde att det fanns tre distinkta raser: (1) kaukasisk ras (vita), (2) mongoloid ras (gula) och (3) etiopid ras (svarta). Cuvier hävdade att Adam och Eva var kaukasiska, människans ursprungsras.

## Utmärkelser
- Riddare av Hederslegionen[1]
- Utländsk ledamot av Royal Society,  17 april 1806[16]
- Officer av Hederslegionen[1]
- Kommendör av Hederslegionen[1]
- Storofficer av Hederslegionen[1]
- Fellow of the American Academy of Arts and Sciences
- Eiffeltornets 72 ingraverade namn[17]

[Redigera Wikidata]

## Utgivna verk
- Cuvier (Georges), Mémoire sur la structure externe et interne et sur les affinités des animaux auxquels on a donné le nom de ver, 1795 (i: Decades philosophiques, litteraires et politiques, häfte 5, s 385-396)
- Cuvier (Georges), Tableau élémentaire de l'histoire naturelle des animaux, Paris 1798
- Cuvier (Georges), Leçons d'anatomie comparée, 5 band, Paris 1798-1805
- Cuvier (Georges), Recherches sur les ossements fossiles de quadrupèdes. Discours préliminaire, Paris 1812
- Cuvier (Georges), Le règne animal; distribué d'après son organisation; pour servir de base à l'histoire naturelle des animaux et d'introduction à l'anatomie comparée, 4 band, Paris 1817
- Cuvier (Georges), Recherches sur les ossemens fossiles ou l'on rétablit les caractères de plusieurs animaux dont les révolutions du globe ont détruit les espèces. Dufour et d'Ocagne, Paris 1821
- Cuvier (Georges), Discours sur les Révolutions de la surface du Globe, et sur les changemens qu'elles ont produits dans le règne animal. Dufour et d'Ocagne, Paris 1825